# Diocesi di Dromore

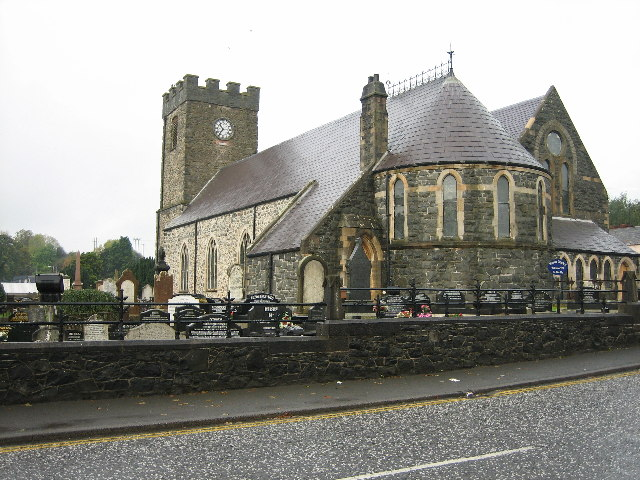
La Cathedral Church of Christ the Redeemer di Dromore, ricostruita nel XVII secolo sui resti della cattedrale medievale cattolica distrutta nel 1641, è oggi una cattedrale della Chiesa d'Irlanda.

La diocesi di Dromore (in latino Dioecesis Dromorensis) è una sede della Chiesa cattolica in Irlanda suffraganea dell'arcidiocesi di Armagh. Nel 2021 contava 91.000 battezzati su 200.500 abitanti. La sede è vacante.

## Territorio
La diocesi comprende gran parte della contea di Down e porzioni minori delle contee di Armagh e di Antrim in Irlanda del Nord.
Sede vescovile è la città di Newry, dove si trova la cattedrale dei Santi Patrizio e Colman.
Il territorio si estende su 1.000 km² ed è suddiviso in 23 parrocchie.

## Storia
La sede di Dromore trae origine dalla Chiesa monastica irlandese che nel V e VI secolo si diede una struttura che non era basata su diocesi territoriali, ma su una rete di monasteri. Il monastero di Dromore fu fondato nel periodo fra il 497 e il 513, nell'ambito della missione di san Patrizio. Si ritiene che il fondatore del monastero sia stato l'abate san Colman.
Per tutto il resto del primo millennio furono gli abati ad esercitare la giurisdizione vescovile; di questo periodo, e cioè prima dell'invasione anglo-normanna del 1177, sono noti solo due abati-vescovi, Maelbrigid MacCathasaige e Rigan.
Con la riorganizzazione della Chiesa irlandese operata nel XII secolo, fu sancita l'erezione della diocesi di Dromore come suffraganea dell'arcidiocesi di Armagh. Tuttavia il suo nome non appare nei sinodi di Rathbreasail (1111) e di Kells (1152), e nemmeno nella Chronica magistri Rogeri de Houedene (1172) e nel Liber Censuum (riferibile al periodo 1164/1167). La diocesi corrispondeva allora al territorio del clan Magennis di Iveagh e probabilmente il potere politico di questa famiglia forniva un sostegno alla diocesi. Contemporaneamente il monastero di Dromore decadde, mentre un nuovo monastero cistercense sorse a Newry nel 1144.
Primo vescovo attribuibile a questa sede fu Ua Ruanada (O'Rooney), che appare in un documento databile al 1190 circa come episcopus Uvehe, identificato con Iveagh.
La diocesi era una delle più povere dell'Irlanda, e questa situazione fu all'origine di due abusi. Infatti in più occasioni ai vescovi fu dato il permesso di cumulare un altro beneficio alla loro mensa episcopale. E molti vescovi, soprattutto nel XV e nel XVI secolo, preferirono vivere in Inghilterra, non curandosi della propria diocesi, e mantenendosi come vescovi suffraganei nelle diocesi inglesi. In occasione della nomina di Arthur Magennis (1540), l'arcivescovo di Armagh si lamentava con Roma che la sede di Dromore era da tempo «voide and desolate» perché nessuno voleva viverci o perché nessuno vi era stato nominato.
D'altronde il disordine era tale che anche la Santa Sede non era pienamente a conoscenza della situazione reale della diocesi. E così non di rado a Roma venivano nominati vescovi prima ancora della morte del predecessore, oppure il candidato all'episcopato segnalava come suo predecessore una persona diversa: tra il 1431 ed il 1433 quattro personaggi si trovarono ad essere contemporaneamente vescovi di Dromore. La ricostruzione della cronotassi si presenta in alcuni casi come un vero e proprio rompicapo.
In seguito alla Riforma protestante a partire dal 1530 il cattolicesimo irlandese visse un periodo di repressione: nel 1536 i monasteri furono soppressi e i beni della Chiesa furono confiscati dallo Stato, che stabilì una Chiesa separata, sotto il controllo dei sovrani. Nella diocesi di Dromore erano presenti degli altari rurali, chiamati Mass rocks, dove si celebravano messe clandestine; oppure, come si evince da un rapporto alla camera dei lord del 1731, esistevano anche delle Mass houses, case private dove si celebravano i riti cattolici. In questo modo la Chiesa cattolica poté sopravvivere, sebbene fosse priva delle sue strutture tradizionali come le parrocchie.
La cattedrale di Dromore, dedicata a San Colman, venne confiscata dagli anglicani che la dedicarono a Cristo Redentore; venne distrutta durante la rivolta irlandese del 1641, per poi essere ricostruita nelle forme attuali.
La repressione del Cattolicesimo perse vigore con gli anni, finché verso la metà del XVIII secolo fu ristabilita una stabile giurisdizione vescovile. Nel frattempo un'immigrazione di inglesi e scozzesi aveva fatto crescere il numero dei protestanti, che formano oggi la maggioranza nelle porzioni settentrionale e centrale della diocesi, mentre la parte meridionale è a maggioranza cattolica. Sempre in questo periodo Newry diviene la nuova sede vescovile, conservando però il titolo di Dromore. In ogni caso Anthony O'Garvey, vescovo dal 1747 al 1766, per prudenza visse ad Aughnagon, presso Mayobridge, mentre il suo successore Matthew Lennon, vescovo dal 1780 al 1801, si stabilì a Newry e vi costruì la chiesa di Santa Maria, che funse da cattedrale diocesana per circa quarant'anni.
L'attuale cattedrale fu costruita invece a partire dal 1823 e fu aperta nel maggio 1829, l'anno dell'emancipazione dei cattolici, che segnò la risurrezione del culto cattolico nella diocesi: fra il 1830 e il 1860 si costruirono trentacinque chiese, trentotto scuole e sedici case parrocchiali. Nel 1823 fu anche eretto a Newry il seminario diocesano.
La grande carestia irlandese fu la causa dell'emigrazione che si protrasse nel tempo e spopolò la diocesi: gli 80 000 cattolici del 1845 si ridussero a circa 60 000 nel 1860 e a 45 000 nel 1910.
Nel XX secolo la diocesi si dotò delle sue strutture fondamentali: il capitolo della cattedrale fu ristabilito il 25 aprile 1918 con il decreto Postulante Dromorensi della Congregazione Concistoriale, nel 1919 la chiesa dei Santi Patrizio e Colman ottenne il riconoscimento ufficiale di cattedrale e nel 1932 fu costruito il vescovado.

## Cronotassi dei vescovi
Si omettono i periodi di sede vacante non superiori ai 2 anni o non storicamente accertati.
- San Colman † (circa 510)
- Maelbrigid MacCathasaige † (menzionato nel 972)
- Rigan † (? - 10 luglio 1101 deceduto)
- Ua Ruanada (O'Rooney) † (menzionato nel 1190 circa)
- Gerard, O.Cist. † (25 aprile 1227 - 1244 o 1245)
- Andrew † (1244 o 1245 - ?)
- Anonimo † (menzionato nel 1261)
- Tigernach I † (menzionato nel 1287)
- Gervasius † (1290 - ?)
- Tigernach II † (? - 1309 deceduto)
- Florence MacDongan † (1309 - dopo il 1325)
- Milo † (menzionato nel 1366)
- Christopher † (menzionato nel 1369)
- Cornelius † (? - circa 1381 deceduto)
- John O'Lannio, O.F.M. † (menzionato nel 1382)
- Thomas Orwell, O.F.M. † (prima di novembre 1398 - ?)[2]
- John Wultham, O.E.S.A. † (1399 - 9 ottobre 1402 nominato vescovo di Ossory)
- Roger Appleby † (9 ottobre 1402 - circa 1406 nominato vescovo di Waterford e Lismore)
- Richard Messing, O.Carm. † (circa 1406 - 30 maggio 1410 nominato vescovo di Sodor o delle Isole)
- John de Chourles, O.S.B. † (18 luglio 1410 - ? dimesso)
- Nicholas Warter, O.F.M. † (17 marzo 1419 - circa 1424 dimesso)
- Mark † (circa 1424 - ? deceduto)
- Thomas Radcliffe, O.E.S.A. † (31 gennaio 1429 - ?)
- William ? † (circa 1430)
- David Cherbourg, O.Carm. † (22 giugno 1431 - ? dimesso)
- John † (circa 1449)
- Thomas Scope (o Bradley), O.Carm. † (12 gennaio 1450 - ?)
- Donagh O'Hendua † (circa 1456)
- Richard Messin, O.Carm. † (29 luglio 1457 - ? deceduto)
- William Egremond, O.E.S.A. † (15 giugno 1463 - ?)
- Dennis † (? - 1475 deceduto)[3]
- Robert Herlie, O.Cist. † (28 agosto 1476 - ? deceduto)
- Yves Guillen Brito † (14 aprile 1480 - ? deceduto)
- George Brann † (18 aprile 1483 - 16 aprile 1499 nominato vescovo di Elphin)
- William †
- Galeatius † (? - 1504 deceduto)
- John Baptist, O.F.M. † (12 giugno 1504 - ?)
- Thady O'Reilly (Orelle), O.F.M. † (30 aprile 1511 - 1526 deceduto)
  - Sede vacante (1526-1536)
- Quintin Cogley, O.P. † (29 maggio 1536 - prima del 1539 deceduto)
- Roger MacCiadh (o MacHugh) † (menzionato nel 1539)
- Arthur Magennis † (16 aprile 1540 - circa 1575 deceduto)[4]
- Patrick Macival † (26 gennaio 1576 - ? deceduto)
  - Sede vacante (? - 1647)[5]
- Oliver Darcy, O.P. † (11 marzo 1647 - 1662 deceduto)
  - Sede vacante (1662-1697)[6]
- Patrick O'Donnelly † (22 giugno 1697 - 1716 deceduto)
  - Sede vacante (1716-1747)[7]
- Anthony O'Garvey † (1º settembre 1747 - 1767 deceduto)
- Dionysius Maguire, O.F.M.Obs. † (10 febbraio 1767 - 7 aprile 1770 nominato vescovo di Kilmore)
- Patrick Brady, O.F.M.Rec. † (10 aprile 1770 - 1780 deceduto)
- Matthew Lennan † (20 dicembre 1780 - 22 gennaio 1801 deceduto)
- Edmond Derry † (7 agosto 1801 - 29 ottobre 1819 deceduto)
- Hugh O'Kelly † (1º febbraio 1820 - 14 agosto 1825 deceduto)
- Thomas Kelly † (16 giugno 1826 - 23 dicembre 1828 nominato arcivescovo coadiutore di Armagh)[8]
  - Sede vacante (1828-1833)
- Michael Blake † (22 gennaio 1833 - 27 febbraio 1860 dimesso)
- John Pius Leahy, O.P. † (27 febbraio 1860 succeduto - 6 settembre 1890 deceduto)
- Thomas McGivern † (6 settembre 1890 succeduto - 24 novembre 1900 deceduto)
- Henry O'Neill † (20 maggio 1901 - 9 ottobre 1915 deceduto)
- Edward Mulhern † (31 gennaio 1916 - 12 agosto 1943 deceduto)
- Eugene O'Doherty † (11 marzo 1944 - 20 novembre 1975 ritirato)
- Francis Gerard Brooks † (20 novembre 1975 - 4 giugno 1999 ritirato)
- John McAreavey (4 giugno 1999 - 26 marzo 2018 dimesso)
  - Sede vacante (dal 2018)
  - Philip Boyce, O.C.D.[9] (26 marzo 2018 - 15 aprile 2019) (amministratore apostolico)
  - Eamon Martin,[1] dal 15 aprile 2019 (amministratore apostolico)

## Statistiche
La diocesi nel 2021 su una popolazione di 200.500 persone contava 91.000 battezzati, corrispondenti al 45,4% del totale.
| anno | popolazione | popolazione | popolazione | presbiteri | presbiteri | presbiteri | presbiteri                | diaconi | religiosi | religiosi | parrocchie |
| anno | battezzati  | totale      | %           | numero     | secolari   | regolari   | battezzati per presbitero | diaconi | uomini    | donne     | parrocchie |
| ---- | ----------- | ----------- | ----------- | ---------- | ---------- | ---------- | ------------------------- | ------- | --------- | --------- | ---------- |
| 1950 | 41.807      | 100.000     | 41,8        | 78         | 72         | 6          | 535                       |         | 34        | 211       | 19         |
| 1969 | 51.828      | 117.000     | 44,3        | 81         | 66         | 15         | 639                       |         | 50        | 244       | 19         |
| 1980 | 63.000      | 126.000     | 50,0        | 82         | 64         | 18         | 768                       |         | 42        | 175       | 20         |
| 1990 | 70.100      | 141.000     | 49,7        | 86         | 64         | 22         | 815                       |         | 45        | 180       | 22         |
| 1999 | 65.120      | 190.000     | 34,3        | 87         | 64         | 23         | 748                       |         | 32        | 158       | 23         |
| 2000 | 65.120      | 190.000     | 34,3        | 85         | 62         | 23         | 766                       |         | 32        | 158       | 23         |
| 2001 | 65.120      | 190.000     | 34,3        | 79         | 60         | 19         | 824                       |         | 29        | 145       | 23         |
| 2002 | 65.200      | 190.000     | 34,3        | 79         | 60         | 19         | 825                       |         | 33        | 148       | 23         |
| 2003 | 65.200      | 190.000     | 34,3        | 77         | 59         | 18         | 846                       |         | 32        | 154       | 23         |
| 2004 | 65.200      | 190.000     | 34,3        | 63         | 63         |            | 1.034                     |         | 14        | 151       | 23         |
| 2006 | 86.000      | 192.100     | 44,8        | 57         | 57         |            | 1.508                     |         | 13        | 145       | 23         |
| 2013 | 88.000      | 194.000     | 45,4        | 47         | 47         |            | 1.872                     |         | 4         | 113       | 23         |
| 2016 | 88.500      | 194.900     | 45,4        | 45         | 45         |            | 1.966                     | 3       | 4         | 102       | 23         |
| 2019 | 89.780      | 197.780     | 45,4        | 41         | 41         |            | 2.189                     | 5       | 4         | 87        | 23         |
| 2021 | 91.000      | 200.500     | 45,4        | 40         | 40         |            | 2.275                     | 5       | 4         | 83        | 23         |